# Baquio (alfarero I)
Baquio (en griego antiguo: Βάκχιος), hijo de Anfis [...], fue un alfarero griego del siglo IV a. C. del demo de Cerameis que trabajó en Atenas.
Baquio es conocido por la estela de su tumba de Atenas (alrededor del 330 a. C.) [1]. En la inscripción, se honran explícitamente sus victorias en los concursos de artesanos de la ciudad de Atenas. Dado que estos concursos, de otro modo desconocidos, solo pueden entenderse como concursos públicos para los contratos de producción de las ánforas panatenaicas, se le puede identificar con el alfarero Baquio, conocido por su firma en dos ánforas panatenaicas, que trabajó para el arconte Hipódamo (375/374 a. C.). Se ha intentado identificar a Baquio con el Pintor de Marsias de figuras rojas.
Se supone que los alfareros Baquio y Quito mencionados en una inscripción de derechos civiles de Éfeso en el año 320 a. C. son sus hijos que emigraron a Éfeso. Por razones cronológicas, sin embargo, esto no es completamente seguro, pero dada la rareza de estos nombres en Ática, deben haber pertenecido a una familia de alfareros en cualquier caso.